# Albian Ajeti
Albian Ajeti (ur. 26 lutego 1997 w Bazylei) – szwajcarski piłkarz pochodzenia albańskiego grający na pozycji napastnika w FC Basel.

## Życiorys
Jest wychowankiem FC Basel. W 2015 roku dołączył do jego seniorskiego zespołu. W rozgrywkach Swiss Super League zagrał po raz pierwszy 6 kwietnia 2014 w zremisowanym 0:0 meczu z FC Thun. Do gry wszedł w 86. minucie, zastępując Sereya Dié. W latach 2014–2016 trzykrotnie zdobył wraz z klubem mistrzostwo kraju. 8 stycznia 2016 odszedł za milion euro do niemieckiego FC Augsburg. W Bundeslidze zadebiutował 12 marca 2016 w zremisowanym 2:2 spotkaniu z SV Darmstadt 98. Grał w nim od 54. minuty, gdy zastąpił Dominika Kohra. Jak się później okazało, był to jego jedyny występ ligowy w barwach Augsburga. Od 31 sierpnia 2016 do 30 czerwca 2017 przebywał na wypożyczeniu w szwajcarskim FC Sankt Gallen. Następnie pozostał w nim na zasadzie transferu definitywnego. 2 października 2017 ponownie został piłkarzem FC Basel. W sezonie 2017/2018 z 17 strzelonymi golami został królem strzelców ligi szwajcarskiej. 8 sierpnia 2019 odszedł za 8,7 miliona euro do angielskiego West Ham United.
Przygoda szwajcarskiego napastnika w barwach zespołu Młotów zakończyła się po zaledwie jednym sezonie. W sierpniu 2020 roku Ajeti przeniósł się do Celticu FC, z którym podpisał umowę obowiązującą do czerwca 2024 roku.
W reprezentacji Szwajcarii zadebiutował 8 września 2018 r. w wygranym 6:0 meczu Ligi Narodów z Islandią. Do gry wszedł w 65. minucie, zmieniając Breela Embolo. W 71. minucie zdobył swojego debiutanckiego gola po asyście Harisa Seferovicia.
Ma dwóch braci: Arlinda i swojego bliźniaka Adonisa. Obaj są piłkarzami. Arlind jest reprezentantem Albanii.